# 2020년 유튜버 뒷광고 내부고발 논란
2020년 유튜버 뒷광고 내부고발 논란은 대한민국의 인터넷 방송인 참PD가 2020년 8월 3일 생방송에서 '여러 유튜버들이 비밀리에 돈을 받고 영상 하단에 "유료 광고 포함" 표시나, 어떤 경로로도 광고라는 것을 알리지 않고 마치 '내 돈주고 내가 샀다'며 제품을 홍보했다'며 폭로한 사건이다. 이에 참PD가 직접적으로 저격한 방송인들 뿐만 아니라, 여러 분야의 유튜버들이 자진하여 사과문을 올리거나 방송 활동을 그만두는 등 큰 파장이 일어났다. 그 뒤에 이어 뒷광고를 하지 않았음에도 유튜브를 접는 사람들이 있어 논란이 됐다. 참PD는 사과문을 올리지않았다.

## 발단

### 도티 발언
참PD는 생방송에서 음주 후 "도티가 뒷광고로 돈을 벌어 샌드박스 네트워크를 팔아먹으려고 한다"라는 발언을 했다. 이에 도티가 생방송에 참여하며 슈퍼챗으로 반론을 하자 참PD는 "전화로 직접 대화를 하자"라며 자신의 전화번호를 공개했다. 그러나 수많은 시청자들이 참PD에게 전화를 지속적으로 걸면서 대화가 제대로 성립되지 않고 있다. 또한 "도티를 왜 공격했느냐"에 대한 시청자들의 질문에 참PD는 "10만원으로 4번이나 후원하는 게 나를 기만하는 거 같다" 라고 말했다. 이후 샌드박스 네트워크가 사과문을 올리며 일부 크리에이터들의 행위는 사실로 드러났다. 도티 본인 채널 역시 논란이 있었으나 뒷광고는 아닌 것으로 추정되고 표기 누락에 그친 듯하다. 뒷광고 의심 증거 역시 거짓으로 드러났다.

### 공혁준 발언
참PD가 도티 발언에 이어 "공혁준은 가짜사나이를 거짓말로 출연한 돼지새끼"라는 발언을 하자 시청자들은 반발했지만, 참PD는 "나는 공혁준이 누군지도 모르며, 가짜사나이에 대해 언급한 적도 없다" 라며 사실을 부인했다. 하지만 증거영상이 있다는 사실을 알자 잘못을 인정하는 태도를 보였지만, 그러나 30분 뒤 다시 "출연자를 비난한 적이 없다", "기억나지 않는다" 라며 말을 돌렸다.

### 그 외
그 외에도 상윤쓰, 김나름, 쯔양, 양팡, 햄지, 문복희 등을 언급하며 "내가 입을 열면 바로 끝나버린다"라는 발언과 DIA TV, 샌드박스 네트워크, 트레져헌터 등 MCN 회사들을 언급하며 "이 회사들은 모두 뒤에서 유료광고를 몰래 진행하며 내가 말 한번 하면 다 무너진다" 와 페이퍼 컴퍼니를 언급했다. 또한 "한국 유튜브 판은 매우 더럽고, 100만에서 400만 구독자를 가진 유튜버들은 대부분 이 혐의를 피해갈 수 없으며, 그들이 구독자와 시청자들을 얼마나 기만했는지 다 알고 있고, 이 모든 사실들은 증거를 기반으로 한 사실이다" 이라고 하기도 했다. 또한 참PD는 "영상을 절대로 지우지 않겠다" 라고 했으나 방송이 끝나자마자 영상을 삭제했다. 현재는 사과문과 사과 영상을 업로드한 상태이다. 결국 많은 유튜버들이 참PD의 말이 사실임을 인정하고 사과 영상을 올렸다.

## 참PD가 저격한 채널
※사건과 무관한 채널들은 기재하지 않았다.

### 어떠한 경로로든 광고임을 알리지 않은 경우
- 문복희: 사과문 : 광고 표시를 하지 않고 '내 돈 주고 내가 샀다'라는 거짓말을 하여 시청자들을 의도적으로 기만한 사실이 밝혀졌다.  이 사건 이후 구독자수가 40만 가까이 떨어졌지만 현재는 상승세를 타고 있다. 뒷광고 고발 이후 잠시 잠적 하는듯 보였지만 현재는 다시 활발하게 유튜브 활동을 하고 있다.

### 댓글 및 영상 상세 정보에만 광고임을 고지한 경우
- 김나름: 사과영상, '내 돈 주고 내가 샀다'처럼 올리는 영상을 비롯해 소비자를 기만할 만한 영상이 있는 것으로 확인되었다. 이 사건 이후 구독자수가 10만 이상 떨어졌다.
- 햄지: 사과문
- 쯔양: 고발이 있기 7개월 전 '방송 초기에만 잘 몰라서 광고 표기에 실수가 있었다' 라며 의도하지 않았다고 해명하였으나, 겨우 3주 전의 영상에서도 유료 광고 표시가 없었기에 고발 이후 2020년 8월 6일 유튜브 은퇴선언을 하였다. 이후 2020년 10월 23일부터 욕지도 영상들을 올리는 것을 시작해, 은퇴 이후 3개월만인 2020년 11월 20일에 복귀하여 네티즌들의 여론이 엇갈렸으나 현재는 이미지메이킹에 성공한 것으로 보인다.

## 추가로 광고 표기 문제가 밝혀진 채널

### 어떠한 경로로든 광고임을 알리지 않아 명백히 뒷광고를 저지른 경우
- 개복어
- 갱이
- 공부하는봄이
- 권회훈
- 김새해
- 도로시
- 도남이먹방
- 떵개떵: 떵개떵 사과영상
- 루시아
- 리비
- 만만: 만만의 사과영상
- 박뚜기
- 보겸: 보겸의 사과영상
- 손새벽
- 시오
- 심으뜸
- 아미아미
- 야식이
- 양팡: 양팡의 사과영상, 광고 표시를 하지 않고 '내 돈 주고 내가 샀다'라는 거짓말을 하여 시청자들을 의도적으로 기만한 사실이 밝혀졌다. 약 6일 만에 49만 명의 구독자가 떨어졌다.
- 엠브로: 엠브로의 사과영상
- 의대생 야츄
- 의대생 진콜리
- 임다: 임다의 사과영상 사건 이후 구독자 수를 비공개로 하였다. 또한 의료법을 위반한 경우가 될 수 있는데, 이는 애초에 의료인이 아닌 일반인의 의료 뒷광고는 현행법으로도 금지되어 있기 때문이다.
- 푸메 : 사과문 또는 영상이 업로드되지 않았다.
- 하얀트리
- 핫도그TV : 핫도그TV의 사과영상
- 효은이: 사과문 또는 영상이 업로드되지 않았다. 이 사건 이후 100만원을 기부했다고 커뮤니티 공지에 올렸다.
- 히밥

### 라이브 스트리밍을 통해 광고 사실을 공지한 경우
- 따효니
- 레바
- 사과몽
- 소니쇼
- 우정잉
- 침착맨
- 케인
- 탬탬버린
- 풍월량

### 라이브 스트리밍을 통해 광고 사실을 고지했다고 주장하지만 진위가 확인되지 않는 경우
- 난닝구
- 똘똘똘이
- 백설양
- 소풍왔니
- 악녀
- 양띵
- 왈도쿤
- 우왁굳 : 우왁굳의 1차 사과문 2차 사과문
- 코렛트

### 라이브 스트리밍을 하지 않은 영상
- 설기양
- 이공삼
- 일주어터
- 해언

### 유튜브가 제공하는 "유료 광고 표시" 기능만을 사용한 경우
- 연고티비

### 댓글 및 영상 상세 정보에만 광고임을 고지한 경우
- 7개월의대생 유림
- 9bul
- 광마니 : 광마니의 사과영상
- 딕헌터 : 딕헌터의 사과영상
- 루다님 : 루다의 사과문
- 바다곰 조해웅 : 바다곰 조해웅의 사과영상
- 빠더너스
- 상해기
- 애정
- 에드머 : 에드머의 사과영상
- 유튜브 읽어주는 남자
- 진자림
- 코저트 : 코저트의 1차 사과문 2차 사과문
- 파뿌리 : 파뿌리의 사과문
- 프란
- 홀리
- 홍사운드 : 뒷광고를 저격한 인물 중 하나로, 더보기란과 댓글에 쓰면 뒷광고가 아니라고 정의했다. 홍사운드의 사과 및 해명 영상 -
- 효닝
- 횹이

### 기타
- 햇살살

## 사망여우가 저격한 채널
- 박막례 할머니 : 사과 및 해명문
- 소근커플
- 수상한녀석들
- 윤쨔미
- 조효진
- 창현
- 회사원

## 영향 및 반응
- '정배우: 사건사고이슈'(이하 정배우)라는 유튜버가 유명 유튜버들의 폭로 영상들을 계속 업로드 하고 있어 화제가 되고 있다. 가령 보겸의 경우에는, 처음에는 다소 어긋난 증거와 섵부른 판단으로 비판을 받았으나, 이후 영상에서는 정확한 증거와 깔끔한 정리로 '수혜자' '정배우가 이겼다' 등의 칭호를 받고 있다. 정배우는 8월 9일 생방송을 진행하기도 했다.
- 뒷광고는 아니지만 흔한남매, 침착맨 등의 유튜버들은 실수로 영상에 광고 배너(유료 광고 포함)를 표기하지 못함을 인정하고 사과문 및 공지 영상을 올렸다. 박막례 할머니의 경우에는 셀리턴이라는 업체의 LED 마스크 과장광고이다.
- 도티의 입장문[주 2]
- 보겸의 1차 사과문[주 3]
- 한혜연의 사과문
- 침착맨의 입장문
- 최근 해외에서 인기가 높은 뒷광고 유튜버들에게는 해당 댓글이 계속해서 달리고 있다.
- 그 후 9월 24일 뒷광고 근절을 위한 예방 캠페인에 도티가 참석하기도 하였다.[3]
- 쯔양은 참PD가 뒷광고 내부고발을 하기 전에 이미 사과문과 입장을 알린 상황이였지만 참PD로 인하여 이미지에 크나큰 타격을 입고, 악플로 인한 스트레스 등으로 방송을 잠시 중단하다 복귀하였다.

### 내용주
1. ↑  음주 후 한 발언이라 정말 기억나지 않았는지의 여부는 불명이다.
2. ↑  현재 도티의 실질적 뒷광고 여부는 불명이다. 본인은 모든 영상들을 재검토하였다고 밝혔으나, 아직까지 사실은 알 수 없다. 디시인사이드 스트리머 갤러리에 올라온 폭로글은 사실이 아니라고 한다.
3. ↑  허나, 화내는 듯한 태도와 여성 커뮤니티를 언급하며 책임을 피해가려는 듯한 태도를 보여 현재 가장 큰 관심과 비난을 받고 있다.

### 참조주
1. ↑  https://www.youtube.com/watch?v=SBQE_-SLwA4
2. ↑  https://www.youtube.com/watch?v=UmwLT09kres
3. ↑  기자, 이성규 (2020년 9월 24일). “‘유튜브 초통령’ 도티가 공정위원장을 만난 이유는?”. 2020년 9월 25일에 확인함.